# Holopogon appendiculatus
Holopogon appendiculatus là một loài ruồi trong họ Asilidae. Holopogon appendiculatus được Bigot miêu tả năm 1878.